# موشيه كاستل
موشيه كاستل (بالعبرية: משה קסטל‏) هو رسام إسرائيلي، ولد في 1909 في القدس في إسرائيل، وتوفي في 12 ديسمبر 1991 في تل أبيب في إسرائيل.